# Callimomoides robertsi
Callimomoides robertsi är en stekelart som beskrevs av Boucek 1988. Callimomoides robertsi ingår i släktet Callimomoides och familjen puppglanssteklar.
Artens utbredningsområde är Papua Nya Guinea. Inga underarter finns listade.